# Nananu-i-Ra
Nananu-i-Ra ist eine Insel der Fidschi-Inseln innerhalb der Viti-Levu-Gruppe und liegt nördlich der Hauptinsel Viti Levu.

## Geographie
Die Insel liegt 3 km nördlich von Ellington Wharf, einem Ort an der Nordspitze der Hauptinsel Viti Levu, von wo aus sie mit dem Boot erreichbar ist. Auf der Insel gibt es acht Strände, von denen der beliebteste, Oni Beach im Norden der Insel, als einer der besten Strände Fidschis ausgezeichnet wurde.
Nananu-i-Ra gehört administrativ zur Western Division.

## Fidschianische Mythologie
Der Name Nananu-i-Ra bedeutet auf Fidschi übersetzt Tagtraum des Westens. Die fidschianische Mythologie besagt, dass die Insel der Abfahrtspunkt für körperlose Geister, die die Welt für das Leben nach dem Tod verlassen, ist.

## Geschichte
Nananu-i-Ra wurde zu Beginn der Besiedelung als experimentelle Schaffarm genutzt, später wurde sie zu einer Baumwollplantage und schließlich zu einer Kokosnussplantage. Zeitweise besaß Procter & Gamble drei Viertel der Insel, verkaufte aber die Anteile 2004 an einen neuseeländischen Entwickler.

## Bevölkerung
Die Bevölkerung der Insel setzt sich hauptsächlich aus europäischen Rentnern und einigen Fidschianern zusammen, die Zahl der Dauerbewohner beträgt ungefähr 40.

## Wirtschaft
Der wichtigste Wirtschaftszweig der Insel ist der Tourismus. Aufgrund konstanter Passatwinde zwischen April und Oktober ist es ein sehr beliebter Ort zum Kite- und Windsurfen. Außerdem ist Nananu-i-Ra geeignet für Scuba Diving und Laufen.

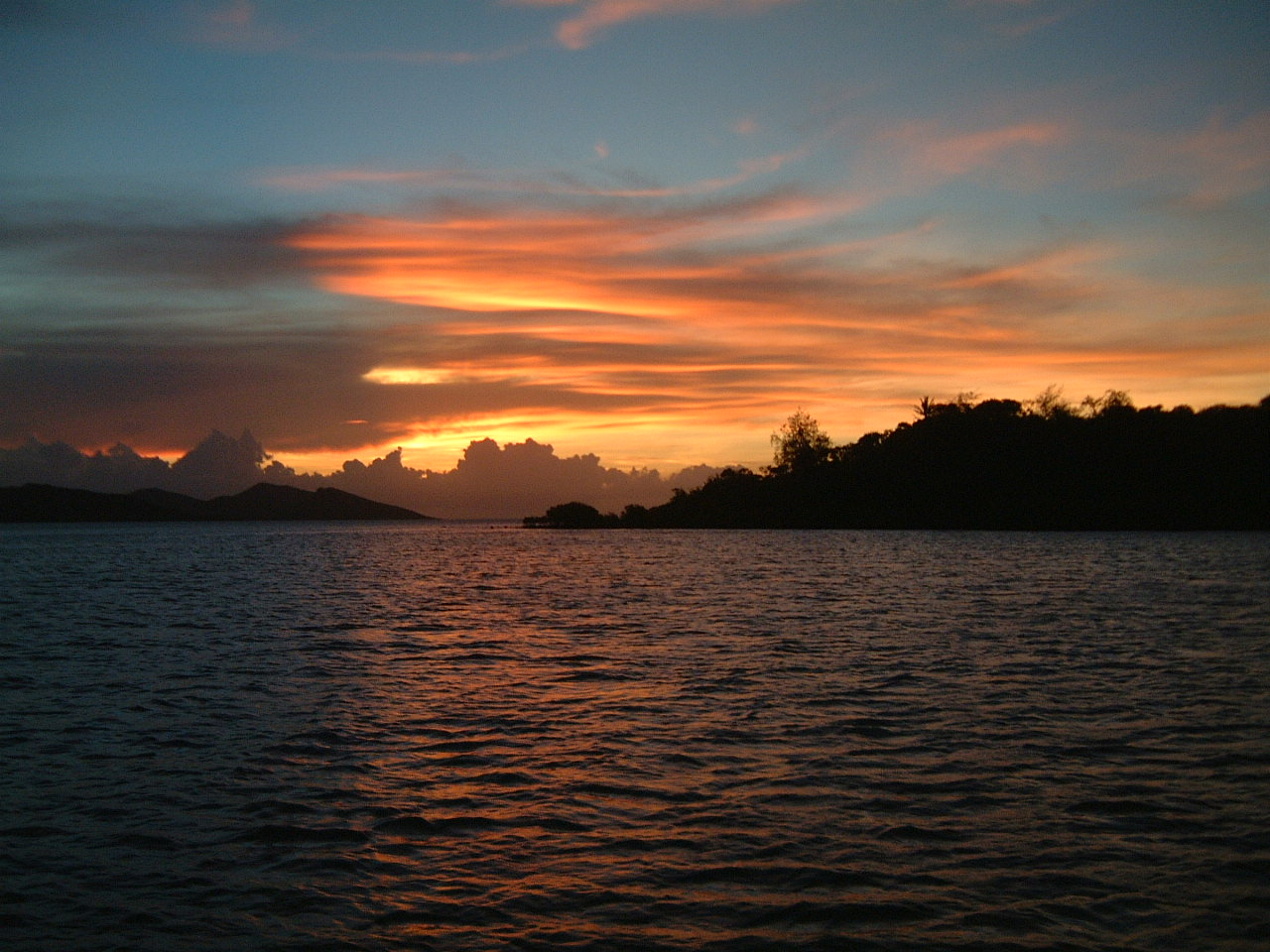
Sonnenuntergang auf Nananu-i-Ra